# Thomas John Rodi

Wappen von Thomas John Rodi

Thomas John Rodi (* 27. März 1949 in New Orleans) ist ein US-amerikanischer römisch-katholischer Geistlicher und emeritierter Erzbischof von Mobile.

## Leben
Thomas John Rodi empfing am 20. Mai 1978 das Sakrament der Priesterweihe fürt das Erzbistum New Orleans.
Am 15. Mai 2001 ernannte ihn Papst Johannes Paul II. zum Bischof von Biloxi. Der Erzbischof von Mobile, Oscar Hugh Lipscomb, spendete ihm am 2. Juli desselben Jahres die Bischofsweihe; Mitkonsekratoren waren der Erzbischof von New Orleans, Francis Schulte, und der emeritierte Bischof von Biloxi, Joseph Lawson Howze.
Am 2. April 2008 ernannte ihn Papst Benedikt XVI. zum Erzbischof von Mobile. Die Amtseinführung erfolgte am 6. Juni desselben Jahres.
Papst Leo XIV. nahm am 1. Juli 2025 seinen altersbedingten Rücktritt an.